# タテカワ講

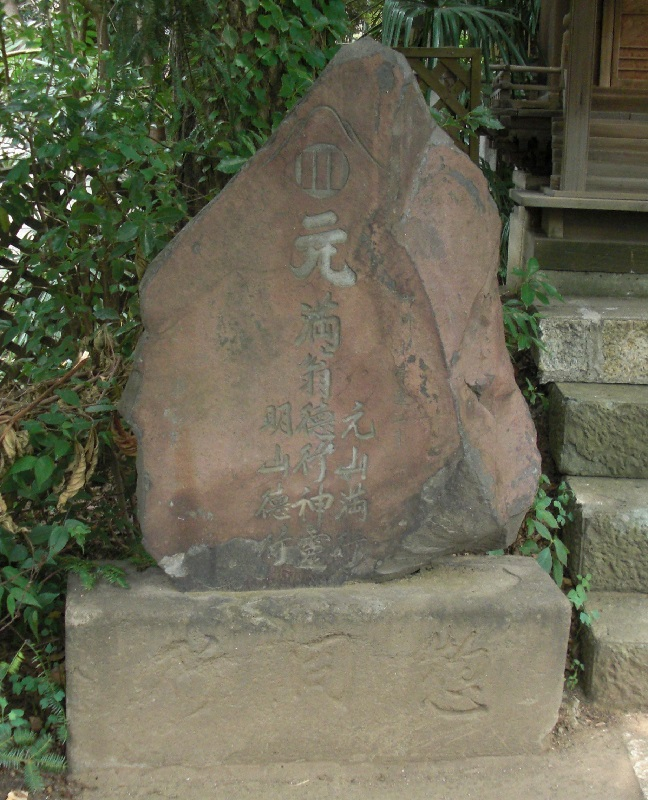
西川満翁徳行33回忌記念碑（川崎区稲毛神社）

タテカワ講は、丸川講ともいわれ、江戸時代後期に武蔵国川崎宿堀之内村（現在の神奈川県川崎市川崎区堀之内）の西川伊右衛門によって開かれた富士講身禄派の一派である。

## 初代西川伊右衛門

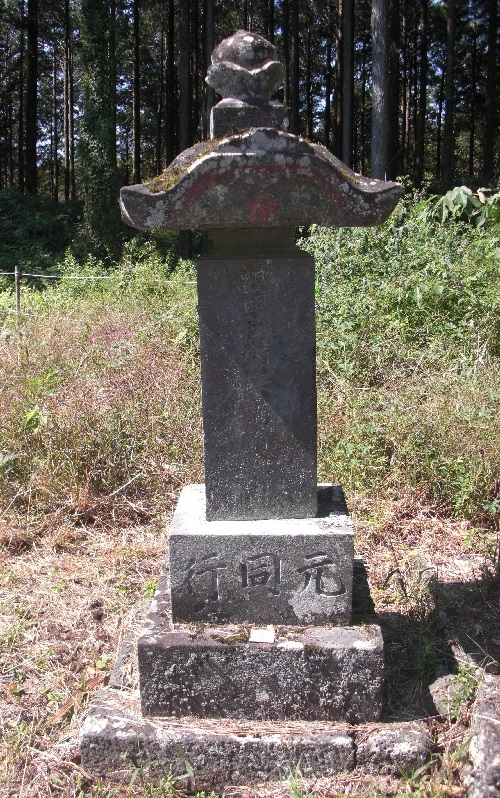
西川満翁徳行の墓石（富士宮市人穴富士講遺跡）

タテカワ講の創立者で大先達の西川伊右衛門は、富士講の行名を満翁徳行といい、タテカワ講の教線を川崎から横浜の郊外、さらに東京の都心へと拡大している。墓所は川崎区の一行寺で、天保4年に没したことが刻まれている。また、満翁徳行の墓石は富士の人穴（人穴富士講遺跡）にもある。人穴に富士講村上派を中心とした数多くの富士講が墓石や登山記念碑を建立している故例にならい、タテカワ講が建立したものである。富士の人穴は高祖角行藤仏が修行し、入寂したと伝えられ、多くの富士講信徒が訪れた。この人穴を管理していた赤池善左衛門家に伝存していた地代明細帳によると天保6年(1835年)に墓石が建立されたことと墓石の建立はタテカワ講が毎年、富士登山の時に宿坊としていた富士山北口の御師小澤遠江を通して行われたことが記されている。

## 2代目西川伊右衛門
満翁徳行の没後は、子の西川伊三郎（行名は元山満行）がタテカワ講の2代目を継承するが、嘉永2年(1849年)に没し、3代目を継いだのは2代目西川伊右衛門である。この西川伊右衛門は元の名を堀内伊織といい、タテカワ講3代目として、西川家の養子となり西川伊右衛門を襲名した。天保2年に御師小澤遠江の仲介により伯家神道を受け継ぐ白川家に入門し、天保12年には同家から立烏帽子・布斎服の許状を得ている。
白川家入門後、堀ノ内山王社（現在の稲毛神社）境内の浅間神社（当時は境内の富士塚に祀られていた）をタテカワ講の日常活動の拠点とし、宗教活動を行った。慶応元年(1865年)には、稲毛神社の境内に西川満翁徳行の33回忌を記念して、子の2代目西川伊三郎と石碑を建立している。富士講の行名は明山徳行といい、明山徳行が先達をしていた頃が川崎宿タテカワ講の最盛期であったが、幕府が町触れをもって富士講を禁止したこともあり、必ずしも平坦なものではなかった。幕府による禁止令は、主に俗の身分のものが病気平癒の加持祈祷を行っていることを禁じるものであったため、白川家門人となることで得られる神職の資格は俗の身分でないことを証明するという役割も果たした。

## タテカワ講の富士塚

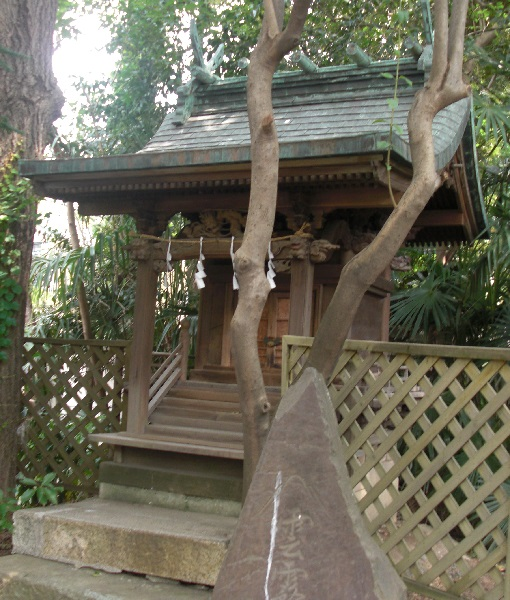
川崎区稲毛神社境内の浅間神社

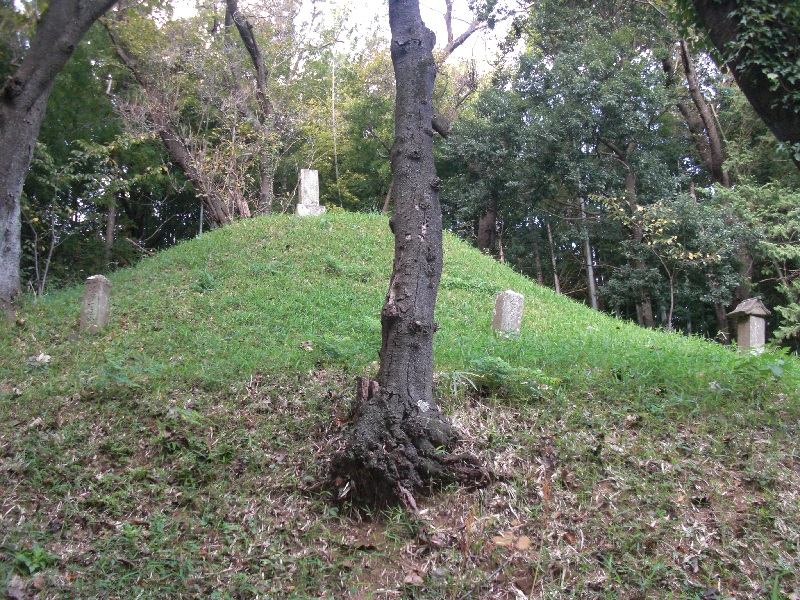
横浜市泉区岡津町の富士塚

満翁徳行の33回忌を記念して稲毛神社境内の浅間神社付近に建立された石碑の台座部には「惣同行」と彫り、30以上の町村のタテカワ講指導者の名を刻んでいる。このことから川崎宿タテカワ講が当時、多くの枝講を擁していたことがうかがえる。
川崎宿周辺の富士塚でタテカワ元講やその枝講が築造、または支援したものは下記のとおりである。
| 名称         | 所在地                                      | 備考                                                       |
| ------------ | ------------------------------------------- | ---------------------------------------------------------- |
| 浅間神社     | 神奈川県川崎市川崎区宮本町 稲毛神社境内     | 道路拡張により、浅間神社と石碑が本殿裏手に移された。       |
| 岡津富士     | 神奈川県横浜市泉区岡津町 向導寺             |                                                            |
| 恩田富士     | 神奈川県横浜市青葉区しらとり台 神鳥前川神社 | 青葉区恩田町にあった富士塚が消滅したため、石碑が移された。 |
| 棒田谷戸富士 | 神奈川県横浜市港北区大倉山6丁目46番地       | 現在は立入禁止区域。                                       |
| 小倉富士     | 神奈川県川崎市幸区小倉 小倉神社             | 現在の小倉西住宅付近から移築された。                       |
| 南加瀬富士   | 神奈川県川崎市幸区南加瀬 天照皇大神         | 現在の幸区矢上から移築された。                             |
| 上依知富士   | 神奈川県厚木市上依知 浅間神社               | 昭和15年、中津飛行場建設時に消滅。元の高さは6ｍ。          |
| 燈籠塚       | 東京都大田区南馬込2丁目-25                  | 富士講燈籠とボク石がある。                                 |

横浜市泉区岡津町の富士塚は関東大震災の時に山が崩れ、石碑が散らばったが、村中の人々の力で復元したようである。後部や前面の一部を失っているが、富士塚全体としては現在もよく残っている。

## タテカワ講の消滅
明山徳行が明治5年に没した後は、子の2代目西川伊三郎がタテカワ講4代目を継承するが、この人物も早世している。大野三郎という先達もいたが、川崎宿が鉄道の開通によって宿場機能を失ったこともあり、明治中期には完全にタテカワ講が消滅した。大田区の各所にあった枝講の一部は扶桑教に属したものもあったが、戦後の混乱で衰退していった。また、横浜市港北区太尾町（大倉山）や川崎市幸区小倉の枝講は明治中期になると、横浜市鶴見区江ヶ崎を中心に地元の鴨志田与右衛門によって結成された本一講の傘下に入り早い時期に消滅した。